# Кой-Санджак
Кой-Санджак (інші варіанти назви  Коу-Сенджак, Кусенджак, Коє, Коя) (араб. كوي سنجق, курд. Koye, сорані كۆيە) — місто на північному сході Іраку, розташоване на території мухафази Ербіль (автономія Іракський Курдистан). Адміністративний центр однойменного округу.

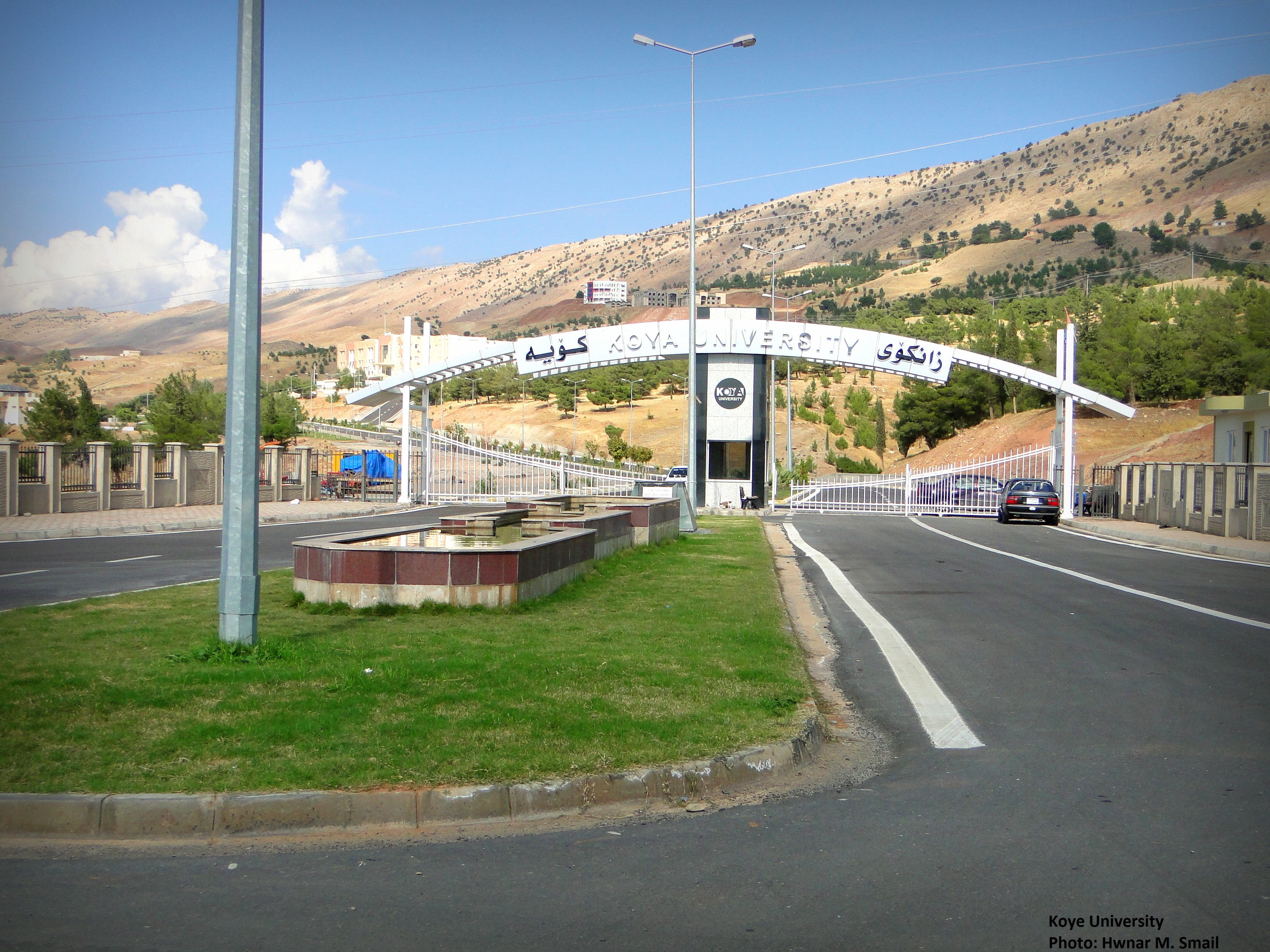
Університет Кой-Санджаку

У 2003 році в Кой-Санджаці був відкритий Університет Кой-Санджаку (University of Koya).

## Географія
Місто знаходиться в південно-східній частині мухафази, у гірській місцевості, на висоті 617 метрів над рівнем моря . 

Кой-Санджак розташований на відстані приблизно 53 кілометрів на схід від Ербіля, адміністративного центру провінції.

### Клімат
Місто знаходиться у зоні, котра характеризується середземноморським кліматом. Найтепліший місяць — липень із середньою температурою 32.3 °C (90.1 °F). Найхолодніший місяць — січень, із середньою температурою 5.5 °С (41.9 °F).
| Клімат Кой-Санджака     | Клімат Кой-Санджака | Клімат Кой-Санджака | Клімат Кой-Санджака | Клімат Кой-Санджака | Клімат Кой-Санджака | Клімат Кой-Санджака | Клімат Кой-Санджака | Клімат Кой-Санджака | Клімат Кой-Санджака | Клімат Кой-Санджака | Клімат Кой-Санджака | Клімат Кой-Санджака | Клімат Кой-Санджака |
| Показник                | Січ.                | Лют.                | Бер.                | Квіт.               | Трав.               | Черв.               | Лип.                | Серп.               | Вер.                | Жовт.               | Лист.               | Груд.               | Рік                 |
| Середня температура, °C | 5,5                 | 7,6                 | 11,6                | 16,8                | 23                  | 28,2                | 32,3                | 31,5                | 27,8                | 21,1                | 13,7                | 7,8                 | 18,9                |
| Норма опадів, мм        | 58.5                | 64.6                | 85.2                | 67                  | 33.5                | 2.7                 | 0.1                 | 0.3                 | 1.6                 | 23.9                | 48.9                | 59                  | 445.3               |
| Днів з опадами          | 10,7                | 10,5                | 10,4                | 9,8                 | 5,9                 | 1,3                 | 0,6                 | 0,7                 | 1                   | 4,6                 | 6,5                 | 8,9                 | 70,9                |
| Вологість повітря, %    | 73.1                | 70.4                | 62.3                | 55.6                | 41.7                | 29.6                | 26.6                | 27.5                | 29.7                | 42.6                | 60.2                | 72.3                | 49.3                |
| ----------------------- | ------------------- | ------------------- | ------------------- | ------------------- | ------------------- | ------------------- | ------------------- | ------------------- | ------------------- | ------------------- | ------------------- | ------------------- | ------------------- |
| Джерело: Weatherbase    |                     |                     |                     |                     |                     |                     |                     |                     |                     |                     |                     |                     |                     |

## Населення
Згідно даних останнього офіційного перепису 1965  року, населення становило 10 379 чоловік .
Динаміка чисельності населення міста за роками:
| 1965   | 2012   |
| ------ | ------ |
| 10 379 | 19 878 |